# Epigynopteryx fulva
Epigynopteryx fulva là một loài bướm đêm trong họ Geometridae.